# Öffentlicher Auftrag
Öffentliche Aufträge sind Aufträge, die öffentliche Auftraggeber an die Privatwirtschaft vergeben.

## Rechtsgrundlagen
Innerhalb der EU werden öffentliche Aufträge im Wert von 1,6 Billionen Euro vergeben. Dies entspricht etwa 12–15 Prozent des Bruttonationaleinkommens in der EU. Aufgrund der Nachfragemacht der öffentlichen Auftraggeber in vielen Sektoren hat der Gesetzgeber die Vergabe öffentlicher Aufträge einem speziellen Vergaberecht unterworfen.
In Deutschland ist der Begriff des Öffentlichen Auftrags im § 103 des Gesetzes gegen Wettbewerbsbeschränkungen (GWB) legaldefiniert.
Öffentliche Aufträge sind demnach im Wesentlichen Aufträge über Liefer-, Bau- oder Dienstleistungen oder Auslobungsverfahren gegen Entgelt:
1. Öffentliche Aufträge sind entgeltliche Verträge zwischen öffentlichen Auftraggebern und Unternehmen, die Liefer-, Bau- oder Dienstleistungen zum Gegenstand haben, und Auslobungsverfahren, die zu Dienstleistungsaufträgen führen sollen.
2. Lieferaufträge sind Verträge zur Beschaffung von Waren, die insbesondere Kauf oder Ratenkauf oder Leasing, Miet- oder Pachtverhältnisse mit oder ohne Kaufoption betreffen. Die Verträge können auch Nebenleistungen umfassen.
3. Bauaufträge sind Verträge entweder über die Ausführung oder die gleichzeitige Planung und Ausführung eines Bauvorhabens oder eines Bauwerks, das Ergebnis von Tief- oder Hochbauarbeiten ist und eine wirtschaftliche oder technische Funktion erfüllen soll, oder einer Bauleistung durch Dritte gemäß den vom Auftraggeber genannten Erfordernissen.
4. Als Dienstleistungsaufträge gelten die Verträge über Leistungen, die nicht unter Absatz 2 oder 3 fallen und keine Auslobungsverfahren sind.
5. Auslobungsverfahren im Sinne dieses Teils sind nur solche Auslobungsverfahren, die dem Auftraggeber auf Grund vergleichender Beurteilung durch ein Preisgericht mit oder ohne Verteilung von Preisen zu einem Plan verhelfen sollen.
6. Ein öffentlicher Auftrag, der sowohl den Einkauf von Waren als auch die Beschaffung von Dienstleistungen zum Gegenstand hat, gilt als Dienstleistungsauftrag, wenn der Wert der Dienstleistungen den Wert der Waren übersteigt. Ein öffentlicher Auftrag, der neben Dienstleistungen Bauleistungen umfasst, die im Verhältnis zum Hauptgegenstand Nebenarbeiten sind, gilt als Dienstleistungsauftrag.

## Abgrenzungen
Die Legaldefinition eröffnet den Anwendungsbereich des Vergaberechts. Voraussetzung für einen öffentlichen Auftrag ist mithin ein Vertrag, so dass Leistungen, die ihren Rechtsgrund in Gesetzen oder Verordnungen haben, keinen öffentlichen Auftrag darstellen. Unterfällt ein Vertrag dem öffentlichen Recht, ist ihm der Charakter des öffentlichen Auftrags nicht genommen. Deshalb erfasst die Legaldefinition des § 99 Abs. 1 GWB auch den öffentlich-rechtlichen Vertrag. Nur wenn der öffentlich-rechtliche Vertrag die Ausübung hoheitlicher Gewalt zum Inhalt hat, liegt kein öffentlicher Auftrag vor. Der öffentliche Auftrag ist zudem durch Entgeltlichkeit gekennzeichnet. Entgelt ist jede Art von Vergütung, die einen Geldwert haben kann. Da Marktleistungen beschafft werden, ist der Beschaffungszweck ein unverzichtbares Wesenselement des öffentlichen Auftrags. Nicht zu den öffentlichen Aufträgen gehören zudem Aufgaben, die die öffentliche Hand in eigener Regie ausführt (so genannte In-House-Vergaben).